# بيدرو لوبيز (لاعب كرة قدم)
بيدرو لوبيز (بالإسبانية: Pedro López Galisteo) هو لاعب كرة قدم إسباني في مركز حراسة المرمى، ولد في 21 يناير 1995 في ماردة في إسبانيا. لعب مع ريال بيتيس.

## وصلات خارجية
- بيدرو لوبيز (لاعب كرة قدم) على موقع قاعدة بيانات كرة القدم.إي يو (الإنجليزية)
- بيدرو لوبيز (لاعب كرة قدم) على موقع Soccerway.com (الإنجليزية)